# Escharoides ramulosum
Escharoides ramulosum är en mossdjursart som beskrevs av Okada och Shunsuke F. Mawatari 1937. Escharoides ramulosum ingår i släktet Escharoides och familjen Exochellidae. Inga underarter finns listade i Catalogue of Life.